# Liste de batailles des guerres d'indépendance de l'Amérique espagnole
Cette liste comprend les batailles entre indépendantistes et troupes luso-espagnoles de 1800 à 1898.

## De1810à1826:Guerres d'indépendance en Amérique du SudetGuerre d'indépendance du Mexique
| Bataille                            | Date(s)                        | Lieu                                                   | Résultat                                                                      |
| ----------------------------------- | ------------------------------ | ------------------------------------------------------ | ----------------------------------------------------------------------------- |
| 1810                                |                                |                                                        |                                                                               |
| Bataille de Cotagaita (en)          | 27 octobre 1810                | Bolivie                                                | Victoire espagnole sur les Argentins                                          |
| Bataille de Monte de las Cruces     | 30 octobre 1810                | Mexique                                                | Victoire des Insurgés                                                         |
| Bataille de Suipacha                | 7 novembre 1810                | Bolivie                                                | Victoire des Insurgés                                                         |
| Bataille d'Aculco                   | 7 novembre 1810                | Mexique                                                | Victoire espagnole                                                            |
| Bataille d'Aroma                    | 14 novembre 1810               | Bolivie                                                | Victoire des Insurgés                                                         |
| Combat de Campichuelo (en)          | 19 décembre 1810               | Paraguay                                               | Victoire de la junte de Buenos Aires sur les Paraguayens                      |
| 1811                                |                                |                                                        |                                                                               |
| Bataille du pont de Calderón        | 17 janvier 1811                | Mexique                                                | Victoire espagnole                                                            |
| Combat de Paraguary (en)            | 19 janvier 1811                | Paraguay                                               | Victoire des Paraguayens sur les troupes de Buenos Aires                      |
| Bataille de San Nicolás (en)        | 2 mars 1811                    | Sur le Rio Paraná, frontière entre Uruguay et Paraguay | Victoire navale espagnole                                                     |
| Bataille de Tacuari (en)            | 9 mars 1811                    | Paraguay                                               | Victoire des Paraguayens sur les troupes de Buenos Aires                      |
| Bataille de San José                | 25 avril 1811                  | Uruguay                                                | Victoire des insurgés orientaux sur l'Espagne                                 |
| Bataille de Las Piedras             | 18 mai 1811                    | Uruguay                                                | Victoire des insurgés orientaux sur l'Espagne                                 |
| Bataille de Huaqui                  | 20 juin 1811                   | Bolivie                                                | Victoire espagnole                                                            |
| Bataille d'El Teque                 | 11 juin 1811                   | Venezuela                                              | Victoire des Insurgés                                                         |
| Bataille de Morro de Valencia       | 19 juillet 1811                | Venezuela                                              | Victoire des Insurgés                                                         |
| Combat de l'Arapey Chico            | 22 novembre 1811               | Uruguay                                                | Victoire des Orientaux sur le Portugal                                        |
| 1812                                |                                |                                                        |                                                                               |
| Bataille de Baragua                 | 7 mars 1812                    | Venezuela                                              | Victoire des Insurgés                                                         |
| Bataille de Carora                  | 23 mars 1812                   | Venezuela                                              | Victoire espagnole                                                            |
| Bataille de Sorondo                 | 26 mars 1812                   | Venezuela                                              | Victoire navale des Royalistes                                                |
| Bataille de Colorados de San Carlos | 25 avril 1812                  | Venezuela                                              | Victoire espagnole                                                            |
| Prise de Puerto Cabello             | 30 juin-5 juillet              | Venezuela                                              | Victoire espagnole                                                            |
| Bataille de Tucumán                 | 24 septembre 1812              | Argentine                                              | Victoire des Insurgés                                                         |
| Bataille du Cerrito                 | 31 décembre 1812               | Uruguay                                                | Victoire des Insurgés                                                         |
| 1813                                |                                |                                                        |                                                                               |
| Bataille de Salta                   | 12 janvier 1813                | Argentine                                              | Victoire des Insurgés                                                         |
| Combat de San Lorenzo               | 3 février 1813                 | Uruguay                                                | Victoire argentine                                                            |
| Bataille de Cúcuta                  | 28 février 1813                | Colombie                                               | Victoire des Insurgés                                                         |
| Bataille de Rosillo                 | 29 mars 1813                   | Texas                                                  | Victoire des républicains texans sur les royalistes                           |
| Combat de Yerbas Buenas             | 27 avril 1813                  | Chili                                                  | Victoire royaliste                                                            |
| Combat de San Carlos                | 15 mai 1813                    | Chili                                                  | Victoire espagnole                                                            |
| Bataille d'Alto de los Godos        | 25 mai 1813                    | Venezuela                                              | Victoire des Insurgés                                                         |
| Siège de Chillán                    | 27 juillet - 10 août 1813      | Chili                                                  | Victoire espagnole                                                            |
| Bataille de Medina                  | 18 août 1813                   | Texas                                                  | Victoire espagnole sur les républicains texans                                |
| Bataille de Vilcapugio              | 1er octobre 1813               | Bolivie                                                | Victoire espagnole sur les Argentins                                          |
| Combat d'El Roble                   | 17 octobre 1813                | Chili                                                  | Victoire des Insurgés                                                         |
| Bataille d'Ayohuma                  | 14 novembre 1813               | Bolivie                                                | Victoire espagnole sur les Argentins                                          |
| Bataille d'Araure (en)              | 5 décembre 1813                | Venezuela                                              | Victoire des Insurgés                                                         |
| 1814                                |                                |                                                        |                                                                               |
| Combat de Talca                     | 3 mars 1814                    | Chili                                                  | Victoire espagnole                                                            |
| Combat de Cancha Rayada (en)        | 29 mars 1814                   | Chili                                                  | Victoire espagnole                                                            |
| Bataille du port del Buceo          | 14 - 17 mai 1814               | Uruguay                                                | Victoire navale argentine                                                     |
| Bataille de La Puerta               | 15 juin 1814                   | Venezuela                                              | Victoire espagnole                                                            |
| Bataille de Rancagua                | 1er - 2 octobre 1814           | Chili                                                  | Victoire espagnole                                                            |
| Bataille de Marmarajà (es)          | 6 octobre 1814                 | Uruguay                                                | Victoire des unitaires de Buenos-Aires sur les fédéralistes orientaux         |
| 1815                                |                                |                                                        |                                                                               |
| Bataille de Guayabos                | 10 janvier 1815                | Uruguay                                                | Victoire des fédéralistes orientaux sur la junte unitaire de Buenos Aires     |
| Combat de Tolú                      | 6 juillet 1815                 | Colombie                                               | Victoire navale colombienne                                                   |
| Bataille de Sipe-Sipe               | 29 novembre 1815               | Argentine                                              | Victoire espagnole                                                            |
| Siège de Carthagène                 | 26 août - 6 décembre 1815      | Colombie                                               | Victoire espagnole                                                            |
| 1816                                |                                |                                                        |                                                                               |
| Bataille de Los Frailes             | 2 mai 1816                     | Venezuela                                              | Victoire navale vénézuélienne                                                 |
| Bataille d'India Muerta             | 19 novembre 1816               | Uruguay                                                | Victoire portugaise sur les Orientaux                                         |
| 1817                                |                                |                                                        |                                                                               |
| Bataille de Chacabuco               | 12 février 1817                | Chili                                                  | Victoire des Insurgés                                                         |
| Bataille de la Tablada de Tolomosa  | 15 avril 1817                  | Bolivie                                                | Victoire des Insurgés                                                         |
| Bataille de Venadito                | 27 octobre 1817                | Mexique                                                | Victoire espagnole                                                            |
| 1818                                |                                |                                                        |                                                                               |
| Bataille de La Puerta               | 16 mars 1818                   | Venezuela                                              | Victoire espagnole                                                            |
| Bataille de Cancha Rayada           | 19 mars 1818                   | Chili                                                  | Victoire espagnole                                                            |
| Bataille de Maipú                   | 5 avril 1818                   | Chili                                                  | Victoire des Insurgés                                                         |
| 1819                                |                                |                                                        |                                                                               |
| Bataille de Las Queseras del Medio  | 2 avril 1819                   | Venezuela                                              | Victoire des Insurgés                                                         |
| Bataille du Marais de Vargas        | 25 juillet 1819                | Colombie                                               | Victoire des Insurgés                                                         |
| Bataille de Boyacá                  | 7 août 1819                    | Colombie                                               | Victoire des Insurgés                                                         |
| 1820                                |                                |                                                        |                                                                               |
| Bataille de Tacuarembó              | 22 janvier 1820                | Uruguay                                                | Victoire portugaise décisive sur les Orientaux                                |
| Prise de Valdivia                   | 4 février 1820                 | Chili                                                  | Victoire des Insurgés                                                         |
| Bataille d'El Toro                  | 6 mars 1820                    | Chili                                                  | Victoire des Insurgés                                                         |
| Indépendance de Guayaquil           | 9 octobre 1820                 | Équateur                                               | Victoire des Insurgés, début de la guerre d'indépendance de l'Équateur        |
| Bataille de Camino Real             | 8 novembre 1820                | Équateur                                               | Victoire des Insurgés                                                         |
| Première bataille de Huachi         | 9 novembre 1820                | Équateur                                               | Victoire espagnole                                                            |
| Bataille de Verdeloma               | 20 décembre 1820               | Équateur                                               | Victoire espagnole                                                            |
| 1821                                |                                |                                                        |                                                                               |
| Bataille de Tanizahua               | 3 janvier 1821                 | Équateur                                               | Victoire espagnole                                                            |
| Bataille de Carabobo                | 24 juin 1821                   | Venezuela                                              | Victoire des Insurgés                                                         |
| Bataille de Yaguachi                | 19 août 1821                   | Équateur                                               | Victoire des Insurgés                                                         |
| Seconde bataille de Huachi          | 12 septembre 1821              | Équateur                                               | Victoire espagnole                                                            |
| 1822                                |                                |                                                        |                                                                               |
| Bataille de Riobamba                | 21 avril 1822                  | Équateur                                               | Victoire des Insurgés                                                         |
| Bataille de Pichincha               | 24 mai 1822                    | Équateur                                               | Victoire décisive des Insurgés, fin de la guerre d'indépendance de l'Équateur |
| 1823                                |                                |                                                        |                                                                               |
| Bataille du lac Maracaibo           | 24 juillet 1823                | Venezuela                                              | Victoire navale des Insurgés                                                  |
| Prise de Puerto Cabello             | 23 septembre - 8 novembre 1823 | Venezuela                                              | Victoire des Insurgés                                                         |
| Bataille de Zepita                  | 25 août 1823                   | Pérou                                                  | Bataille indécise                                                             |
| 1824                                |                                |                                                        |                                                                               |
| Bataille de Junín                   | 6 août 1824                    | Pérou                                                  | Victoire des Insurgés                                                         |
| Bataille d'Ayacucho                 | 9 décembre 1824                | Pérou                                                  | Victoire décisive des Insurgés                                                |
| 1826                                |                                |                                                        |                                                                               |
| Combat de Poquillihue               | janvier 1826                   | Chiloé, Chili                                          | Victoire chilienne                                                            |
| Combat de Pudeto                    | janvier 1826                   | Chiloé, Chili                                          | Victoire chilienne                                                            |
| Combat de Bellavista                | janvier 1826                   | Chiloé, Chili                                          | Victoire chilienne                                                            |

## Guerre de restauration dominicaine (1863-1865)
| Bataille                | Date(s)               | Lieu                   | Résultat                                    |
| ----------------------- | --------------------- | ---------------------- | ------------------------------------------- |
| 1863                    |                       |                        |                                             |
| Bataille de Gurabito    | 31 août 1863          | République dominicaine | Victoire des indépendantistes sur l'Espagne |
| Bataille de Santiago    | 6 - 15 septembre 1863 | République dominicaine | Victoire des indépendantistes sur l'Espagne |
| Bataille d'Altamira     | 14 septembre 1863     | République dominicaine | Victoire des indépendantistes sur l'Espagne |
| 1864                    |                       |                        |                                             |
| Bataille de Montecristi | 15 mai 1864           | République dominicaine | Victoire espagnole                          |
| 1865                    |                       |                        |                                             |

## Guerre desîles ChinchaouGuerre hispano-sud-américaine(1864-1866)
| Bataille                   | Date(s)          | Lieu                                       | Résultat                                               |
| -------------------------- | ---------------- | ------------------------------------------ | ------------------------------------------------------ |
| 1865                       |                  |                                            |                                                        |
| Combat de Papudo           | 26 novembre 1865 | Océan Pacifique, près de Valparaíso, Chili | Victoire navale chilienne sur les Espagnols            |
| 1866                       |                  |                                            |                                                        |
| Combat d'Abtao             | 7 février 1866   | Île de Chiloé, Chili                       | Victoire navale chilo-péruvienne sur flotte espagnole  |
| Bombardement de Valparaíso | 31 mars 1866     | Valparaíso, Chili                          | Victoire espagnole sur le Chili                        |
| Bataille de Callao         | 2 mai 1866       | Callao, Pérou                              | Victoire stratégique du Pérou sur la flotte espagnole. |

## Guerre des Dix AnsàCuba(1868-1878)
| Bataille                        | Date(s)           | Lieu | Résultat                                    |
| ------------------------------- | ----------------- | ---- | ------------------------------------------- |
| 1868                            |                   |      |                                             |
| Bataille de Bayamo              | 20 octobre 1868   | Cuba | Victoire des indépendantistes sur l'Espagne |
| 1871                            |                   |      |                                             |
| Combat del Cafetal La Indiana   | 4 août 1871       | Cuba |                                             |
| 1873                            |                   |      |                                             |
| Bataille de Jumaguayu           | 11 mai 1873       | Cuba | Victoire espagnole                          |
| Bataille de Palo Seco           | 2 décembre 1873   | Cuba | Victoire des indépendantistes               |
| 1874                            |                   |      |                                             |
| Bataille d'El Naranjo           | 19 février 1874   | Cuba | Victoire des indépendantistes               |
| Bataille de Las Guasimas (1874) | 15 - 18 mars 1874 | Cuba | Victoire des indépendantistes sur l'Espagne |

## Guerre d'indépendance cubaineetguerre hispano-américaine(1895-1898)
| Bataille                               | Date(s)                | Lieu       | Résultat                                            |
| -------------------------------------- | ---------------------- | ---------- | --------------------------------------------------- |
| 1895                                   |                        |            |                                                     |
| Bataille de Dos Rios                   | 19 mai 1895            | Cuba       | Victoire espagnole. Mort de José Martí              |
| Bataille de Peralejo                   | 13 juillet 1895        | Cuba       | Victoire des indépendantistes sur l'Espagne         |
| Bataille d'Iguará                      | 3 décembre 1895        | Cuba       | Victoire des indépendantistes sur l'Espagne         |
| Bataille de Mal Tiempo                 | 15 décembre 1895       | Cuba       | Victoire des indépendantistes sur l'Espagne         |
| Bataille de Coliseo                    | 23 décembre 1895       | Cuba       | Victoire espagnole sur les indépendantistes cubains |
| Bataille de Calimete                   | 29 décembre 1895       | Cuba       |                                                     |
| 1896                                   |                        |            |                                                     |
| Bataille d'El Rubí                     | 30 mars 1896           | Cuba       |                                                     |
| Bataille de la Loma del Gato           | 5 juillet 1896         | Cuba       | Mort de José Maceo                                  |
| Bataille de Montezuelo                 | 23 - 24 septembre 1896 | Cuba       | Victoire indépendantiste                            |
| Bataille de Punta Brava                | 7 décembre 1896        | Cuba       | Mort d'Antonio Maceo et de Panchito Gómez Toro      |
| 1897                                   |                        |            |                                                     |
| Bataille de Las Tunas                  | 22 - 25 août 1897      | Cuba       | Victoire des indépendantistes                       |
| 1898                                   |                        |            |                                                     |
| Bataille de Majagua                    | 13 mars 1898           | Cuba       | Victoire indépendantiste                            |
| Bataille de Chambas Morón              | 2 avril 1898           | Cuba       | Victoire indépendantiste                            |
| Combat de Cienfuegos                   | 11 mai 1898            | Cuba       | Combat indécis entre l'Espagne et les États-Unis    |
| Combat de la baie de Cardenas          | 11 mai 1898            | Cuba       | Victoire espagnole sur les États-Unis               |
| Bombardement de San Juan de Porto-Rico | 12 mai 1898            | Porto Rico | Victoire espagnole sur les États-Unis               |
| Bataille de las Guásimas               | 24 juin 1898           | Cuba       | Bataille indécise                                   |
| Bataille d'El Caney                    | 1er juillet 1898       | Cuba       | Coûteuse victoire américano-cubaine sur l'Espagne   |
| Bataille de San Juan                   | 1er juillet 1898       | Cuba       | Victoire américaine sur l'Espagne                   |
| Bataille de Santiago de Cuba           | 13 juillet 1898        | Cuba       | Victoire navale américaine sur l'Espagne            |